# Santa Barbara (Ceraso)
Santa Barbara è la maggiore frazione del comune di Ceraso, in provincia di Salerno.

## Storia

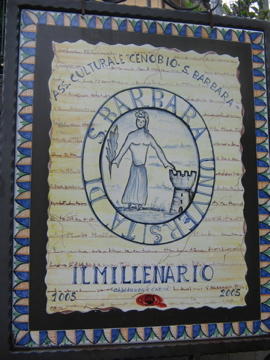
La targa del millenario posata nel 2005

Il villaggio, nella fisionomia attuale, si formò intorno all'anno mille. Uno scavo archeologico del 1985, curato dalla Soprintendenza archeologica di Salerno, ha portato alla luce dei reperti risalenti al periodo lucano-greco (IV-V secoli a.C.), oltre a blocchi lapidei lavorati appartenenti a mura di cinta, contemporanee a quelle veline.
Tale scoperta, potrebbe portare a retrodatare la presenza umana stabile nel sito, portando a ipotizzare che il successivo sviluppo del borgo, con l'arrivo dei monaci italo-greci, sia dovuto proprio alla sua antica importanza

## Geografia fisica
S.Barbara è situata presso le pendici del monte Gelbison (1.705m s.l.m.), al centro del Cilento e del suo parco nazionale, a 3 km a sud di Ceraso, sulla strada provinciale che da Vallo della Lucania conduce ad Ascea e Velia, passando per le frazioni ascitane di Mandia, Catona e Terradura. Conta una piccola contrada di nome Isca, situata sulla confluenza del torrente Bruca e del torrente di Mandia che dà origine alla Fiumarella.

Santa Barbara dista 7 km da Vallo della Lucania, 16 da Ascea, 18 da Velia e circa 80 da Salerno. A circa 3,5 km, a nord di Ceraso, si trova l'omonimo svincolo della strada a scorrimento veloce variante della SS 18, che corre da Salerno - Battipaglia - Paestum - Agropoli - Vallo della Lucania, verso Palinuro - Policastro - Sapri.

## Beni Artistico-Culturali di Santa Barbara
Il borgo, disposto lungo il crinale, è costituito da tre agglomerati:
Capocasale, nella parte alta; piazza Europa, via Ferolla, Ripa, nella parte centrale; Piedicasale, nella parte bassa.
A parte, quasi indipendente dal resto del paese, è il nucleo di via Montesanto (Daolato), forse ove si è verificato l'insediamento originario.
Edifici di notevole interesse storico-architettonico sono presenti un po' ovunque nel centro storico di Santa Barbara, con costruzioni antiche adornate da bei portali scolpiti.
Fra questi, spiccano gli antichi palazzi Ferolla (inizi Ottocento) e Ferrara [già Palazzo Testa, inizi Settecento, poi Palazzo Palombo]. Di importanza storico-artistica la cappella settecentesca della Madonna del Monte [di proprietà della famiglia Ferrara] sita in rione Ddaolato, con all'interno pregevoli statue della Madonna del Monte e della Madonna Addolorata, la prima di tipo fisso, formante un tutt'uno con la restante muratura, potrebbe risalire alla prima formazione della cappella, avvenuta in concomitanza con la fondazione del Cenobio.
Altro gioiello di Santa Barbara, era l'antica Chiesa parrocchiale Sant'Elia Profeta, in stile romanico (XIII secolo), ma il 22 febbraio del 1958 un fulmine abbatté la parte superiore  del grande campanile, danneggiando il tetto della Chiesa, poi successivamente abbattuta. Venne edificata la nuova Chiesa parrocchiale S. Elia, non più in piazza Europa, ma lungo la via Torno, antica strada che portava a Cuccaro Vetere, S.Mauro, Eremiti e Mandia.
Degne di nota sono pure le antiche e costruzioni sette-ottocentesche, sparse nelle campagne. 
Ai piedi del paese [rione Piericasale] sul fiume Bruca è ancora visibile un antico mulino e frantoio ad acqua, resti di un ponte ad arco sul torrente Bruca e quelli di un edificio ancora più antico che potrebbe risalire agli inizi del X secolo. In località Santa Maria si possono osservare elementi di spoglio (pietre squadrate, frammenti di ceramica, ecc.) risalenti al IV secolo a.C., con buona probabilità indizi di un antichissimo insediamento lucano: luogo di culto, centro fortificato? Solo delle indagini sistematiche potranno dare risposte.
Del Cenobio Basiliano, risalente alla fine del X sec. non sono presenti tracce attendibili.